# Rhopalocranaus apiculatus
Rhopalocranaus apiculatus is een hooiwagen uit de familie Manaosbiidae.